# 스테벤 루스튀
스테벤 루스튀(덴마크어: Steven Lustü, 1971년 4월 13일 ~ )는 덴마크의 전 축구 선수이다. 그는 센터백으로 뛰었다. 현재 비보르 FF U-17 팀의 감독을 맡고 있다.
루스튀는 프로 클럽 경력 대부분을 덴마크에서 보냈으며, 5년간 노르웨이 클럽인 륀에서만 해외 활동을 했다. 2000년부터 2005년까지 루스튀는 덴마크 국가대표팀에서 9경기를 뛰었다.

## 구단 경력
루스튀는 1991-92년 시즌 덴마크 수페르리가 챔피언십에서 네스트베드 BK와 함께 프로 경력을 시작했다. 1993년에는 수페르리가 클럽 헤르푈게 BK로 이적하였고, 그곳에서 2000년 수페르리가 우승을 차지했다. 이후 수페르리가 라이벌인 AB에서 1년간 활약했다.
2002년에는 노르웨이 클럽 륀으로 이적하여 해외 무대에 진출했다. 륀에서는 거의 모든 경기에 출전하며 뛰어난 활약을 펼쳤고, 그의 타협 없는 플레이 스타일 덕분에 팬들 사이에서 "사이코"라는 별명을 얻었다. 2006년 12월, 덴마크 클럽 실케보르로 복귀했으며, 2007년 3월 11일, AC 호르센스와의 경기에서 실케보르 소속 수페르리가 첫 경기를 치렀다.
2009년 12월 6일, 실케보르가 브뢴뷔 IF를 3-0으로 이긴 경기에서 마지막 경기를 치렀으며, 경기 종료 직전 교체되어 팬들로부터 기립 박수를 받으며 은퇴했다. 그는 덴마크 수페르리가에서 총 247경기를 뛰었다.

## 국가대표팀 경력
루스튀는 2000년 8월, 모르텐 올센 감독 아래 페로 제도와의 경기에서 덴마크 국가대표팀 데뷔 전을 치렀다. 이후 덴마크 국가대표팀에서 총 9경기에 출전했으며, 2002년 FIFA 월드컵 국가대표팀에 포함되었으나 대회 내내 교체 명단에 머물렀다.
그는 2006년 FIFA 월드컵 본선 진출에 실패한 예선에 참가했으며, 2005년 2월 덴마크가 그리스에 패한 경기에서 국가대표팀 마지막 경기를 치렀다.